# Тріщини земної кори

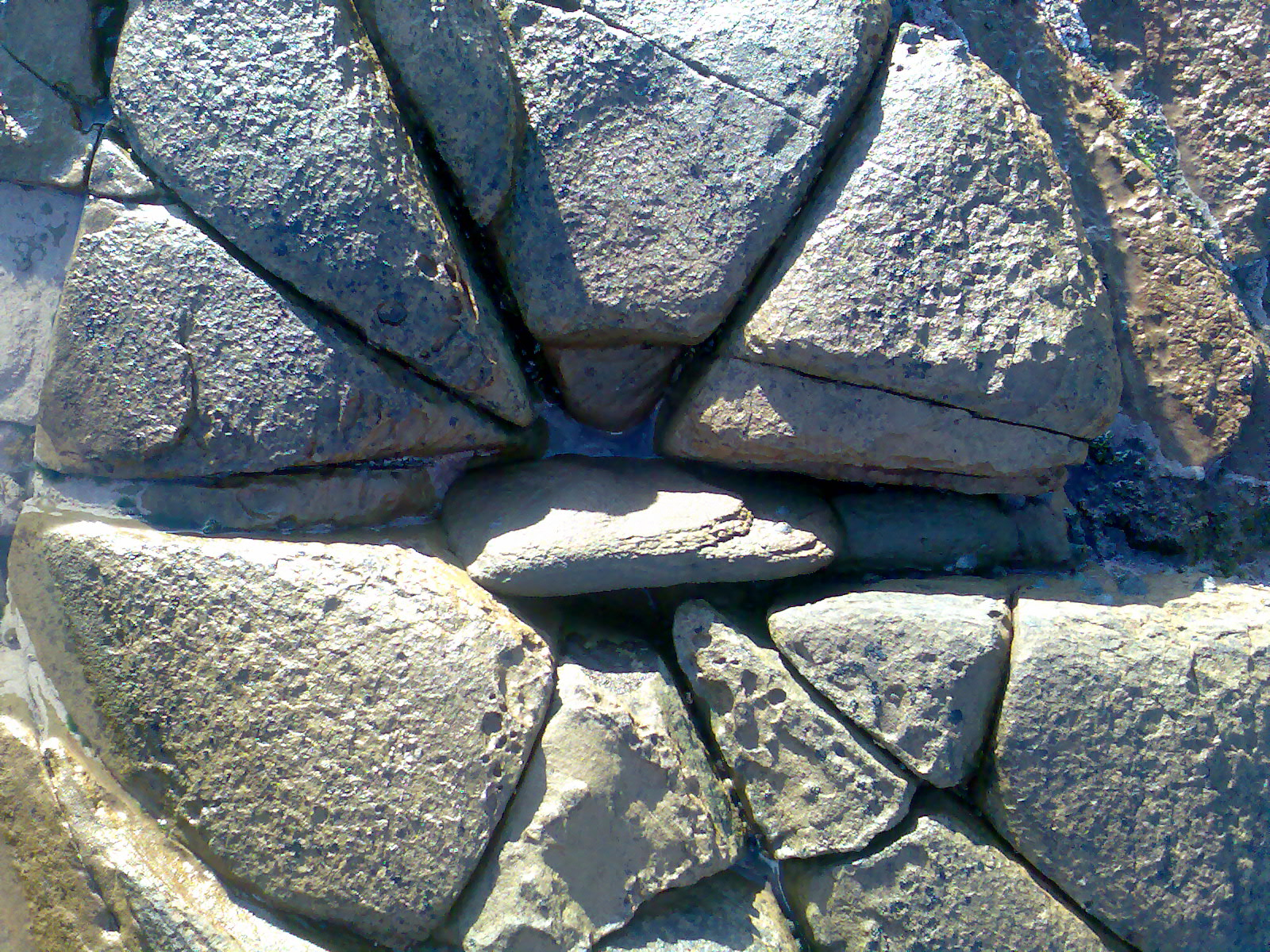
Тріщини, що утворилися при скиді.

Трі́щини земно́ї кори́ - розриви у гірських породах; утворюються в результаті тектонічних рухів і під впливом процесів фізичного вивітрювання.